# Takács Jenő (zeneszerző)

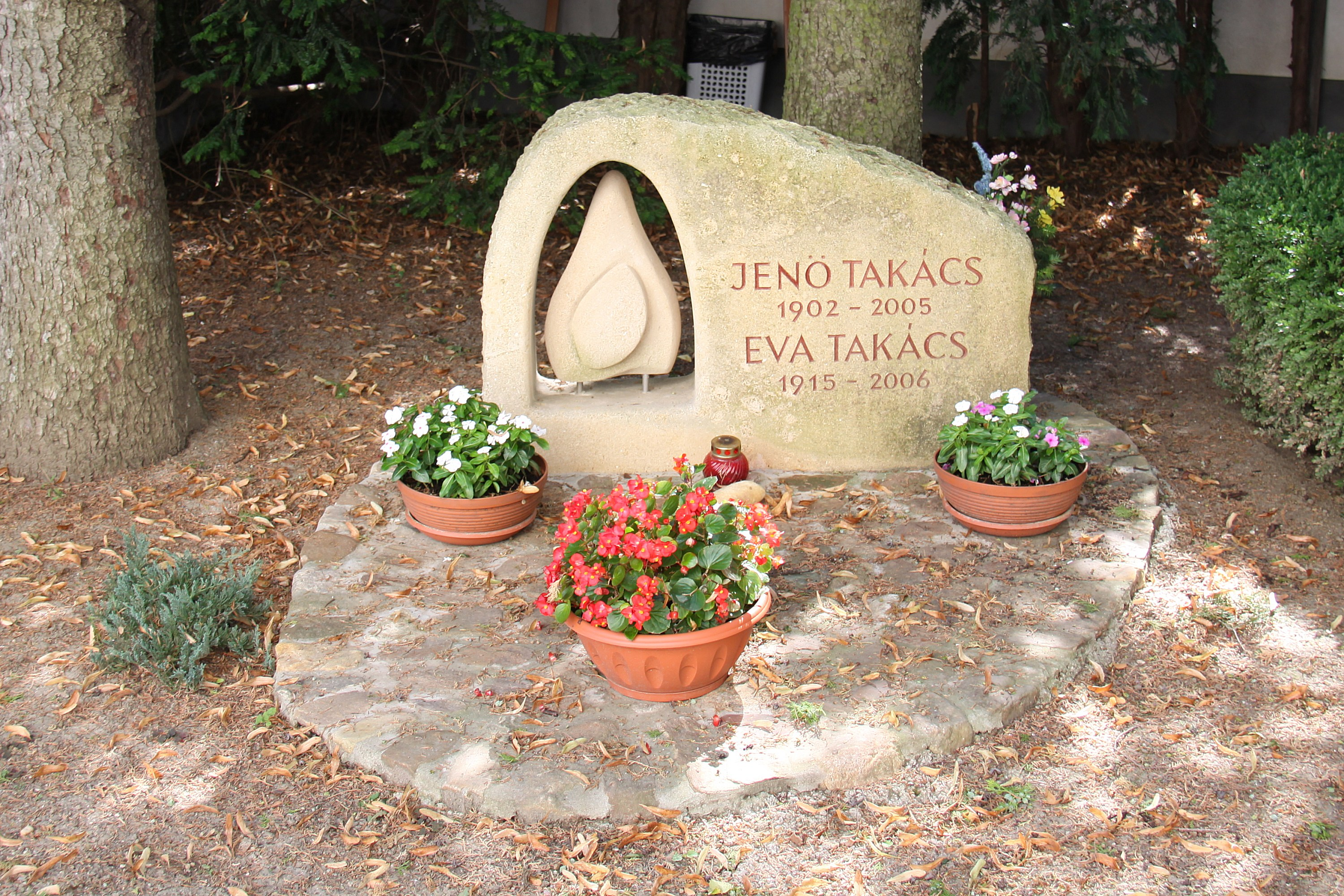
Takács Jenő sírja Siegendorfban.

Takács Jenő (Cinfalva, 1902. szeptember 25. – Kismarton, 2005. november 14.) zeneszerző, zongoraművész, népzenekutató és zenepedagógus.

## Élete
Cinfalván, egy Sopron megyei kis faluban született 1902. szeptember 25-én, Takács Gusztáv és Magyar Gabriella házasságából.
A gyermek Takács Jenő harmonikus légkörben, zeneszerető családban nőtt fel. Édesapját, aki gyermekkorában citerázni tanult, s műkedvelőként csaknem minden hangszeren játszott, gyakran és szívesen hallgatta. Zongoratanulásra azonban csak 12 éves korában került sor Sopronban, Buresch Jenő zeneiskolájában. A zenei tanulmányokkal párhuzamosan végezte középiskolai tanulmányait az Állami Főreálgimnáziumban, a mai Széchenyi Gimnáziumban. Tizenöt éves korától rendszeresen komponált.
A bécsi Zeneakadémián zeneszerzést Joseph Marxtól, ellenponttant Hans Gáltól tanult. Zongoratanára Paul Weingarten volt, akinek mestere Liszt Ferenc egykori kiváló tanítványa, Emil Sauer volt.
Zongoraművészi diplomát 1926-ban szerzett. Az oklevél megszerzése után hajóval Pestre utazott Bartók Bélát meglátogassa. Tanulmányai befejeztével 1927-ben szerződést kötött a kairói konzervatórium (Conservatoire de la musique) zongoraprofesszori állására. A berlini Zeneművészeti Főiskola fennhatósága alatt álló intézmény az egyetlen olyan hely volt Kairóban, ahol az európai zenét tanították. Kollégái elsősorban Közép-Európából származtak.
Takács Jenő sokat foglalkozott az arab zenével. Rendszeresen látogatta az Arab Zene Intézete (Institute de la Musique Arabe) előadásait. Ahogy Kairóból a tanítási szünetekben mindig Európába utazott koncertezni, a manilai időszakban Indonéziába, Hongkongba látogatott. Hajóval és vonattal kétszer is bejárta Japánt és Kínát.
Bartók beszélte rá. hogy fogadja el a Manilai Egyetemen felkínált zongoraprofesszori állást, mert a Fülöp-szigetek népzenéje még fehér foltnak számított. – Takács fonográffal gyűjtött, s megírta a Fülöp-szigetek hangszereinek gyűjteményét.
Egy évet ismét Kairóban tanított, majd onnan Németországot kikerülve Olaszországon keresztül érkezett 1939-ben Magyarországra. Nem tért vissza Ausztriába. Lemondott a nagynémet birodalomhoz való tartozással automatikusan járó német állampolgárságról, ugyanis nem akart semmiféle kontaktust tartani annak hivatalos szerveivel.
Először a szombathelyi Városi Zeneiskolában tanított zongorát, majd a pécsi konzervatórium igazgatója lett, vezette a városi zenekart, és az ő feladata volt a hangversenyélet szervezése is. Pécsett ismerkedett meg az akkor harmincéves Weöres Sándorral, aki Bartókhoz hasonló tehetségnek tartotta.
A kis partin megjelent Weöres Sándor kíséretében egy ifjú hölgy, Pasteiner Éva Budapest-ről, aki a Mecsek szállodában töltött néhány napot. Épp akkor vált el Jékely Zoltán költőtől. Az ismeretségből hamarosan házasság lett (1943).
1952-ben Amerikába hívták az Ohio állambeli Cincinnatibe, ahol az egyetem zenei college-ában (College-Conservatory University of Cincinnati) tanított zongorát. Tizennyolc évet töltött Amerikában mint zongora- és zeneszerzés-professzor. Megkapta a Fellow of the graduate school rangot és a Professor emeritus címet. Szíve visszahúzta Európába, azon belül is elsősorban szülőfalujába, Cinfalvára. 2005. november 14-én halt meg.
Életével és művészetével Radics Éva Cinfalvától Cinfalváig (Masszi Kiadó, Budapest), valamint ugyanezen szerző Takács Jenő. 101 év krónikája c. könyve foglalkozik, melyet a szentgotthárdi zeneiskola adott ki, s melyhez az előszót maga írta:
„Radics Éva, a Grázi Zeneművészeti Egyetem tanára 100. születésnapom alkalmából kiváló könyvvel lepett meg. A nemzetközi ünneplések számos angol és német nyelvű publikációi mellett nagy örömmel tölt el, hogy magyar nyelvű mű is készült rólam. Nagy érdeklődéssel olvastam, és úgy találom, hogy az eddig megjelent könyvek, cikkek és egyéb írások közül ez a mű a leghitelesebb. Szerzője bő anyagismerettel rendelkezik, pályám és életművem minden jelentős mozzanatát nyomon követi, műveim elemzésében alapos szakmai felkészültségről tesz tanúbizonyságot.
Életem négy világrészben zajlott le; az utolsó harminc év szülőhelyemre való visszatéréssel végződött. Számos kiváló kortárssal volt alkalmam baráti kapcsolatot, ismeretséget fenntartani mind Európában, mind a Közel- s Távol-Keleten, mind Amerikában – például Paul Hindemithtel, Darius Milhaud-val, Yehudi Menuhinnal. A könyv betekintést nyújt a XX. század kulturális életébe, részletesen foglalkozik Magyarországon töltött éveimmel is, feltárja Bartók Bélával, Kodály Zoltánnal, Dohnányi Ernővel, Weöres Sándorral, Csorba Győzővel, Jékely Zoltánnal és a magyar kulturális élet más kiemelkedő személyiségeivel való szoros kapcsolatomat, találkozásaimat, levelezésemet.
Mindenki, aki tevékenységem iránt érdeklődik, élvezettel forgathatja a könyvet; meg fogja találni benne az őt leginkább érdeklő fejezetet, hisz Radics Éva munkája mind koncepciójában, mind kivitelezésében kitűnő.”

## Díjak
- Burgenland Tartomány Zenei Kulturális Díját (1976)
- Liszt Ferenc-emlékéremmel tüntették ki (1977)
- Bartók Béla-emlékérem (1981)
- Kodály Zoltán-emlékérem (1983)
- Bartók–Pásztory-díj (1990)
- A Magyar Köztársasági Érdemrend kiskeresztje (1994)
- Burgenlandi Komturkeresztjét (1997)
- Pro Cultura Hungarica emlékplakettel ismerte el tevékenységet (2000)
- A Magyar Köztársasági Érdemrend középkeresztje a csillaggal (2002)